# Râul Huai
Râul Huai, romanizat anterior ca Hwai, este un râu major din China. Acesta este situat la jumătatea distanței dintre fluviul Galben și Yangtze, cele mai mari două râuri din China și, ca și acestea, curge de la vest la est. Din punct de vedere istoric, acesta s-a scurs direct în Marea Galbenă, dar inundațiile au schimbat cursul râului astfel încât acesta este acum un afluent major al fluviului Yangtze. Este notoriu că Huai este vulnerabil la inundații.
Linia râului Huai – Munții Qin este uneori privită ca linia geografică de separare între nordul și sudul Chinei. Această linie se apropie de izoterma de 0 ° C în ianuarie  și 800 mm izohiete în China.
Râul Huai are 1.110 km lungime cu o zonă de drenaj de 174.000 km2.

## Curs
Râul Huai își are originea în muntele Tongbai din provincia Henan. Curge prin sudul provinciei Henan, nordul provinciei Anhui și nordul provinciei Jiangsu, unde curge prin lacul Hongze. În prezent, râul Huai curge apoi spre sud, ca râul Sanhe, prin lacul Gaoyou și lacul Shaobo, care se varsă în râul Yangtze la Sanjiangying (三江 营) lângă Yangzhou.
Există, de asemenea, un pasaj numit Canalul de irigație Subei care trece prin districtul urban Huai'an și se varsă în mare la portul Biandan. Un curs separat merge spre nord prin râul Huaimu și râul Huai Shu și leagă sistemul râului Huai de râul XinYi (parte a sistemului râului YiShuSi) care iese în mare în Guanyun.
În parte pentru a evita inundațiile, în provincia Jiangsu, sistemul râului Huai este interconectat cu diferite căi navigabile și, prin urmare, face parte din Marele Canal.

## Istorie
Din punct de vedere istoric, atât râul Huai, cât și râul Galben au curs direct în Marea Galbenă la Pasul Yunti (satul modern Yunti, în orașul Huangwei din Xiangshui ) printr-un curs larg și inferior. A fost folosit de mult timp pentru irigarea terenurilor agricole din jur și a fost centrul unei rețele extinse de canale și afluenți.

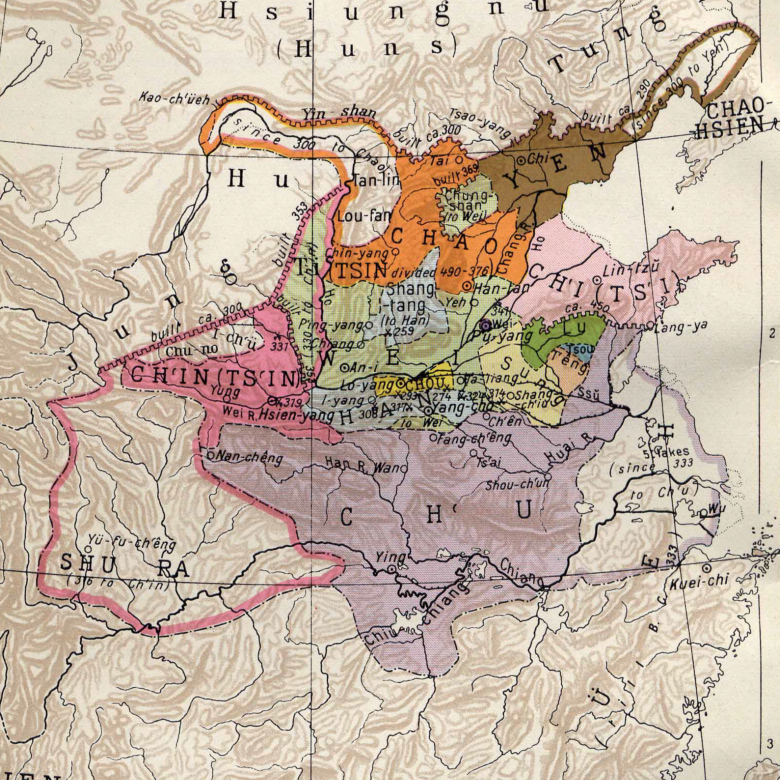
O hartă a statelor războinice în jurul anului 350 î.Hr., care arată fosta coastă și gura râului Huai

Cu toate acestea, începând cu 1194, râul Galben spre nord și-a schimbat în mod repetat cursul spre sud, pentru a ajunge în râul Huai. După ce râul Galben a revenit la cursul său nordic, cea mai recentă revenire a avut loc în 1897, geografia bazinului râului Huai a fost modificată semnificativ prin crearea de noi terenuri înalte, lacuri și construirea cursului sudic istoric al râului Galben. Ca urmare, apa din secțiunea medie a râului nu putea curge cu ușurință în secțiunea inferioară, în timp ce apa din secțiunea inferioară nu putea găsi o ieșire spre mare. Problema s-a agravat în cel de-al doilea război mondial, când guvernul naționalist, în încercarea de a încetini ritmul invaziei japoneze, a inundat bazinul inferior Huai prin deschiderea digului sudic al râului Galben. Debitul principal al râului Galben a trecut prin breșa digului în următorii nouă ani, perturbând și mai mult sistemul râului Huai.
Rezultatul acestor schimbări a fost că apa din râul Huai s-a adunat în lacul Hongze și apoi a curs spre sud, spre râul Yangtze. Inundații majore și minore au avut loc frecvent, zona suferind secete între perioade de inundații. În 450 de ani până în 1950, râul Huai a înregistrat, în medie, 94 de inundații majore pe secol.
Încercările de a rezolva problemele râului Huai s-au concentrat pe construirea de diguri dinspre râul Huai înspre râul Yangtze și în mare. În prezent, cea mai mare parte a fluxului râului intră în râul Yangtze prin lacul Hongze. Canalul principal de irigații din Jiangsu de Nord deviază, de asemenea, o parte din apa sa de-a lungul vechiului său curs istoric către mare și este planificat să fie modernizat cu un nou canal paralel. Mai mulți foști afluenți duc, de asemenea, puțină apă la mare.

## Afluenți
Există mulți afluenți ai râului Huai. Există 15 afluenți principali care acoperă o suprafață de peste 2.000 km2 fiecare, iar 21 de afluenți principali au o zonă de bazin hidrografic mai mare de 1.000 km2.
Principalele afluenți de pe râul Huai (de la amonte la aval) sunt:
| Malul nordic | Malul sudic |
| --- | --- |
| - Râul Hong (洪河) - Râul Ying (潁河) - Râul Xi Fei (西淝河) - Râul Guo (涡河) - Râul Xin Bian (新汴河) - Râul Kui Sui (奎濉河) | - Râul You (游河) - Râul Shi (浉 河 [河流]) - Râul Zhu Gan (竹竿河) - Râul Zhai (寨河) - Râul Huang (潢河) - Râul Bai Lu (白露河) - Râul Shi Guan (白露河) - Râul Pi He (东淝河) - Râul Dong Fei (东淝河) - Râul Chi (池河 [淮河]) |